# Compsomelissa platyprosopon
Compsomelissa platyprosopon är en biart som först beskrevs av Michener 1977.  Compsomelissa platyprosopon ingår i släktet Compsomelissa och familjen långtungebin. Inga underarter finns listade i Catalogue of Life.